# Palais royal (Rabat)
Pour les articles homonymes, voir Palais royal.
Le Palais royal (ex-Palais impérial ou « dar el-makhzen ») de Rabat, capitale du Maroc, est le principal palais royal du pays et la résidence officielle de la famille royale marocaine.  
Au départ palais de sultans alaouites, il fait aujourd'hui partie des multiples palais ou résidences royales des « villes impériales » (dars el makhzen). C'est le cas du palais de Skhirat, où a eu lieu une tentative de coup d'État du temps du roi Hassan II. De nos jours, le Palais royal de Rabat est davantage considéré comme un bâtiment administratif, en effet, le roi Mohammed VI (fils de Hassan II) n'y réside pas. C'est dans ce palais que s'est installé le siège du gouvernement. 

## Localisation
Le Palais royal se trouve à proximité du centre-ville. 
Il se situe dans le quartier de Touarga (qui constitue une minuscule commune urbaine enclavée dans celle de Rabat, avec laquelle elle constitue la préfecture ou ville de Rabat), entre les quartiers de l'Agdal, de Hassan — avec le centre-ville — et du Souissi.

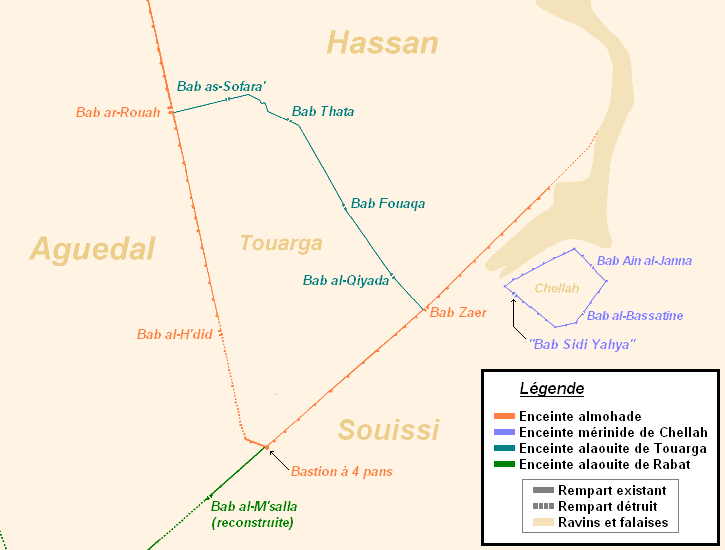
Carte de situation du quartier de Touarga.

## Histoire
L'histoire du Palais royal, anciennement impérial, est liée à la dynastie alaouite toujours régnante. 
Au départ, en 1785, un palais fut bâti sous le règne du sultan Sidi Mohammed ben Abdallah (dit ultérieurement « Mohammed III »). À l'époque de Moulay Abderrahmane, en 1854,, un autre palais fut édifié à son emplacement, tout comme l'enceinte de Touarga, le quartier où il se trouve.
Rabat étant devenue la capitale du Maroc pendant la période du Protectorat français, il est l'un des palais des « villes impériales » (dars el makhzen).

## Architecture et bâtiments
Le Palais royal est un complexe architectural entouré d'une enceinte — dont l'entrée principale donne sur une vaste esplanade servant à des cérémonies en plein air (le méchouar) — et comprenant notamment le Cabinet royal et le Collège royal. Ses bâtiments, tous coiffés de toits en bâtière de tuiles vertes et structurés selon le modèle de la maison citadine traditionnelle, sont orientés vers de vastes jardins et cours intérieures très agrémentés. 

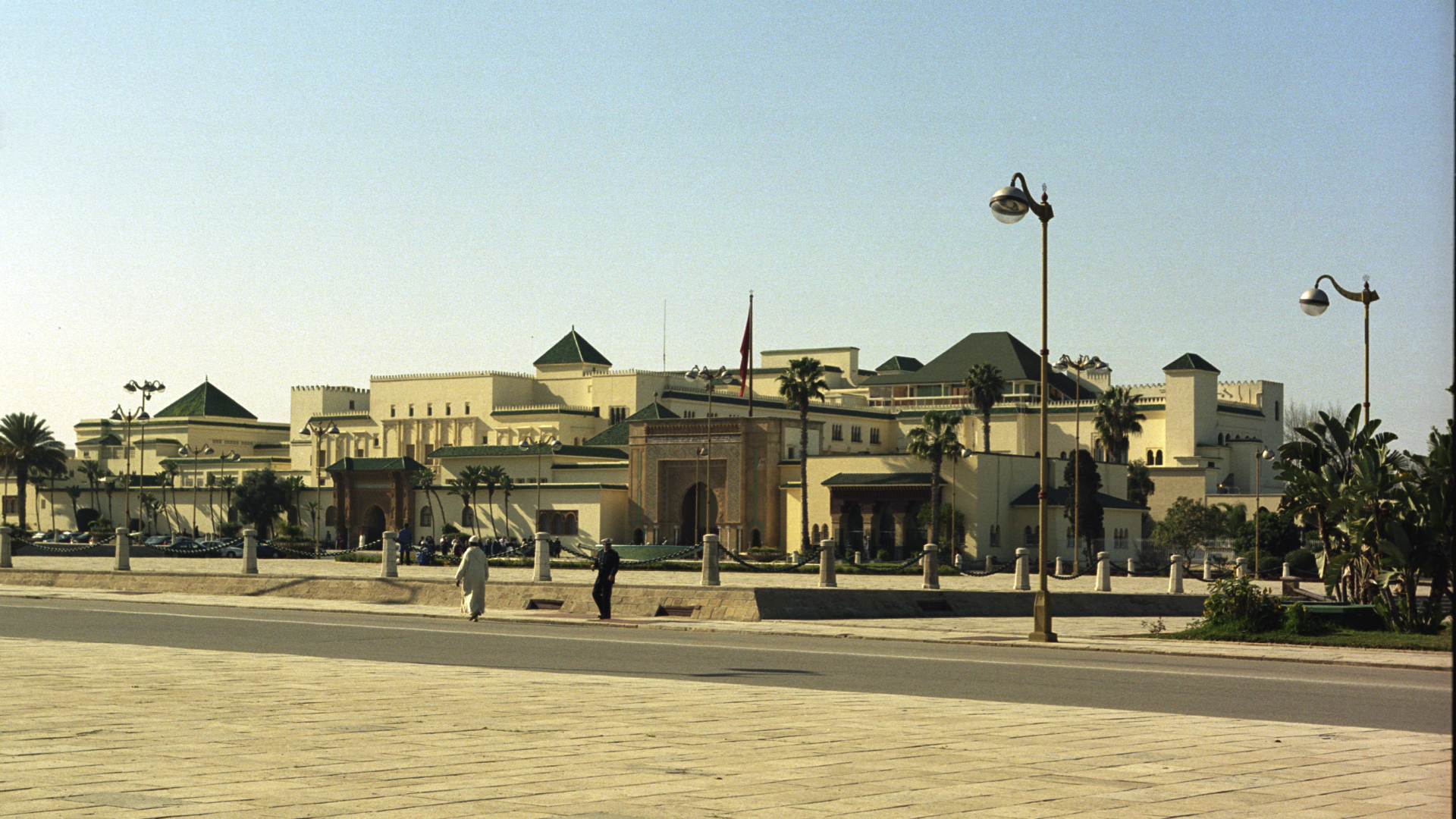
Vue depuis le méchouar des bâtiments aux toits de tuiles vertes.

## Fonctionnement
Le Palais royal n'est pas accessible aux visiteurs ; quand on traverse Touarga par son artère principale, on peut tout de même voir, entre autres, sa façade. Quelque 2 000 personnes y résident et travaillent[réf. nécessaire].